# SandForce
SandForce是一家美国無廠半導體公司，坐落于加利福尼亚州米尔皮塔斯，业务为设计和制造用于固态硬盘（SSD）的闪存控制器。2012年1月4日，SandForce被LSI公司收购，成为LSI的闪存组件部门。在LSI之后，2014年5月6日被安华高科技收购，同月29日，希捷科技宣布有意收购LSI的闪存组件部门。
SandForce由Alex Naqvi和Rado Danilak于2006年成立。2009年4月，他们宣布进入固态驱动器市场。
SandForce不销售完整的固态驱动器，而是销售被称为“SSD处理器”的闪存控制器给合作伙伴，然后由制造商为公司和最终用户打造和销售完整的SSD。不过，LSI的另一个部门在LSI Nytro PCIe产品线中有使用SandForce SSD处理器。SSD市场分析师和StorageSearch.com的发行者Zsolt Kerekes在2011年表示，SandForce是最知名的SSD控制器制造商。

## 历史
Alex Naqvi和Rado Danilak在创办SandForce前有在包括美滿電子科技（Marvell）、英特尔（Intel）、英伟达（NVIDIA）、东芝和闪迪（SanDisk）公司工作的经验。截至2009年底，公司约有100名员工。
SandForce最初由私人股本公司风暴风险投资、Doll资本管理和未命名的電腦數據存貯器公司提供资金。到2009年4月，SandForce在两轮venture rounds中取得了超过2000万美元。同年11月，他们关闭了由TransLink Capital牵头、LSI、威刚科技（ADATA）及其他公司（包括希捷科技）在内的的2100万美元C轮融资。最后在2010年10月，SandForce关闭了由Canaan Partners牵头并包括现有投资者在内的2500万美元D轮融资。
董事会包括Carl Amdahl（DCM普通合伙人、吉恩·阿姆達爾之子）、Ryan Floyd（风暴风险投资）、S. "Sundi" Sundaresh（Adaptec前主席和首席执行官）、Jackie Yang（TransLink Capital常务董事）、Eric Young（Canaan Partners）。希捷公司董事会成员（也是迈拓前首席执行官、SK海力士前首席执行官）C.S. Park也在董事会，直到2011年年中。
2011年10月26日，LSI公司宣布意图收购SandForce。2012年1月4日的协议最终敲定，SandForce成为LSI中由Michael Raam领导的新的闪存组件部门。 2013年12月16日，安华高科技宣布其意图收购LSI，并于次年5月6日完成交易。2014年5月29日，希捷科技宣布已与安华高科技签订收购LSI闪存组件部门的协议。

## 技术
SandForce在预期寿命为5年的数据中心环境中使用低成本的多层单元技术。在该公司脱颖而出前，市场上的其他固态驱动器使用更昂贵的单层单元技术。
SandForce将其控制器中的整体技术命名为“DuraClass”。SandForce控制器不使用其他SSD控制器常用的DRAM作为缓存，这降低了成本和复杂性。SandForce控制器还提供一个专有的压缩系统以最小化实际写入非易失性存储器的数据量，减少写入放大，从而增加大多数数据的速度与寿命，这也称“DuraWrite”技术。SandForce声称在典型工作负载下，可以将写入放大减少到0.5。但与此相对，不容易压缩的数据（例如随机数据，加密的文件或分区，压缩文件，许多常见的音频和视频文件格式）写入则会变慢一点。其他技术包括可以改善硬盘故障率的“RAISE”（独立硅元件冗余阵列）错误检测和纠正技术，以及在后台全自动工作的高级加密标准（AES）加密技术。即使没有密码，数据也被加密，从而防止数据恢复。硬件加密（将存储到闪存的用户数据加密而没有显著性能损失）不是替代，而是与驱动器锁定功能和基于软件的加密互补，以防止通过主机接口对驱动器内容进行未经授权的访问。

## 产品

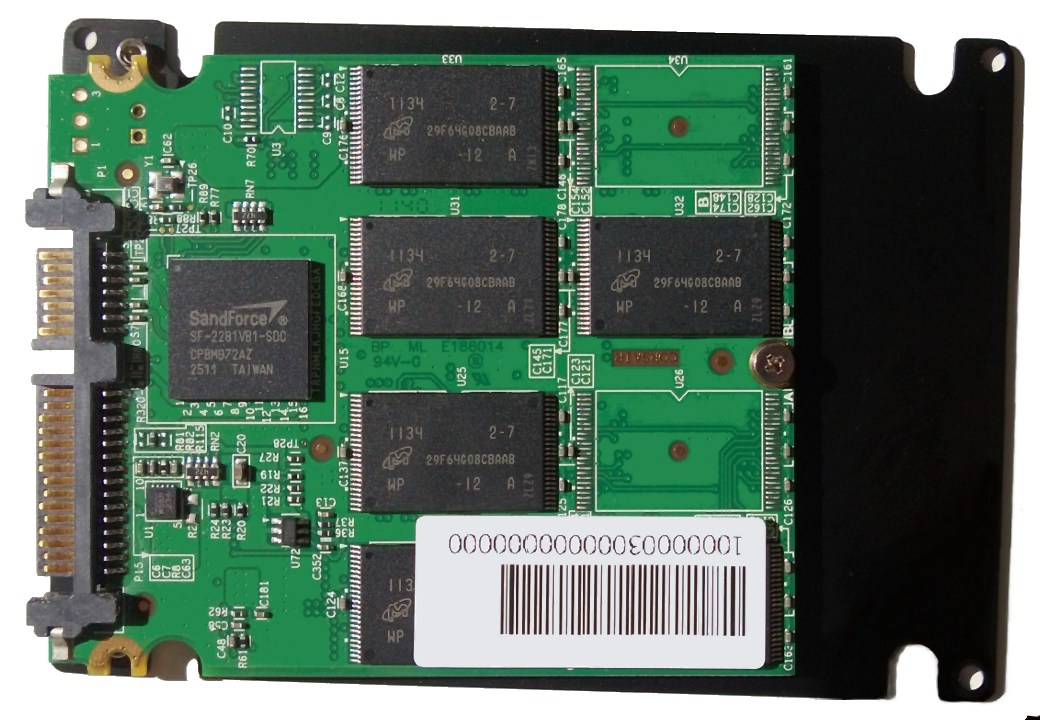
搭载SandForce 2281控制器的SSD

SandForce最初面向企业（数据中心）与客户端（桌面）这两个计算应用领域发布。SF-1500是企业产品，而SF-1200是客户端产品。参考设计包括打造和销售完整产品的信息。2010年10月，SandForce推出了名为SF-2000系列的第二代SSD控制器，专注于企业应用。功能增强包括：SATA 3.0 (6 Gbit/s)、速度更快、安全性、数据保护功能。第二代产品线的客户端版本于2011年2月推出，其中大部分功能与SF-2500相同。
2013年11月，SF 3700控制器家族被宣布，支持三层单元而获得更大的容量，支持NVM Express来提升高端性能。使用此控制器及PCIe x4 (gen 2)型号的示例工程板被发现有1,800MB/秒顺序读写速度，150K/80K随机IOPS。使用此控制器的金士顿HyperX“消费者”产品在2014年消費電子展上展示，并承诺了类似的性能。Mushkin也在消費電子展上展示了使用SF 3700系列的产品，推出他们高达480GB（512GiB）的M.2 Helix系列，并在2.5英寸款式内最多2TB。
SF 3700家族：
- SF3719 — SATA 6Gbit/s + x2 PCIe；“入门级”产品具有相同的连通性，但据称比“主流”的SF3729的固件功能更少；功能特性的具体差异未公开[19]
- SF3729 — SATA 6Gbit/s + x2 PCIe
- SF3739 — x4 PCIe (gen 2)；支持可选的电池或超级电容器“完整供电故障”保护[25]
- SF3759 — “完整企业功能集”（尚无进一步信息）[25]

以上所有型号实际都以相同的晶粒（40纳米制造工艺）制成，而低端产品未使用其中部分区域。SF 3700系列中的RAISE技术已从防止单个页或块故障（以前系列所用）升级为“多个页或块，乃至整个晶粒”，这被称之为RAISE level 2。此外，新芯片为冗余保留不到一个完整晶粒（所谓“fractional RAISE”）。

## 问题
第一代SandForce控制器不完全符合SATA规范，并且与Intel Haswell平台不兼容。
在引入SF-2000系列控制器后，一些使用该驱动器的用户报告遇到如蓝屏死机或冻结问题。2011年6月初，Corsair Memory对特定序列号的120 GB Force 3发出召回，但这没有召回其他使用SandForce SF-2000控制器的Force 3驱动器，因此该召回似乎与控制器无关。2011年10月，SandForce通过其制造合作伙伴（诸如OCZ）发送固件更新，修复了报告的问题2012年8月，一个名为Tweaktown的网站发现使用5.0.1和5.0.2版本固件的基于SandForce的SSD存在的问题，其中的TRIM支持在完全擦除SSD时没有执行优化，但也确认5.0.3和5.0.4版本的固件已解决该问题。
在2012年，SandForce基于SF-2000的驱动器被发现只包含AES-128加密，而不是宣称的AES-256加密。有推测认为，较低等级的加密是为取得美国ITAR许可证资格，该许可证排除将提供特定加密级别功能的产品销往被选定的与美国有矛盾或明显不友好的国家。诸如金士顿 SSDNow V+200和KC100等产品修订了其文档，标明使用128位AES加密。英特尔为受影响的英特尔520系列固态硬盘用户提供退款，截止时间2012年10月1日。而金士顿提供交换计划，为要求替换的用户支付运费。

## 营销计划
2010年5月，SandForce引入“SandForce驱动”计划。“Intel Inside”计划与BASF广告口号说：“我们不制造你使用的东西，我们让你使用更好的东西”是类似的宣传，公司宣传最终产品中的一个组件。SandForce创建了一个合作伙伴可以在SSD上或其广告上展示的标志，以表明其内部采用SandForce控制器和SandForce编写的固件。截至2013年10月，SandForce驱动计划有38名成员。
SandForce于2011年1月创建了“SandForce可信”计划，该计划确定了提供与SandForce SSD处理器兼容的设备、工具和服务的批准供应商。它是一种获批准供应商列表，帮助SSD OEM厂商和制造商得到更高水平的服务与支持。